# Paul Day (sculpteur)
Pour les articles homonymes, voir Paul Day et Day.
Paul Day est un sculpteur britannique né en 1967 à Horsham dans le Sussex. Ses principales œuvres, en bronze, résine ou terre cuite sont des bas- ou hauts-reliefs, sculptures et trompe-l’œil qui ont été exposées dans toute l'Europe. Il se fonde sur la représentation du monde réel et s'inspire des figures humaines pour leur donner vie au milieu de décors urbains qui semblent sortir de la bande dessinée.  

## Biographie
Paul Day a effectué des études d'art à Colchester (1987-1988) et Darlington (1988-1989), et a terminé sa formation à Cheltenham en 1991. Il s'est installé ensuite vers Pouilly-en-Auxois en Côte-d'Or.
Aujourd'hui, il est reconnu internationalement par ses œuvres disséminées dans des lieux publics de toute l'Europe, où elles peuvent être admirées par tous. Par la monumentalité de ses sculptures et son traitement personnel de l'espace, il est défini comme un sculpteur aventureux et à contre-courant des modes artistiques.

## Sculpture
Pour ses œuvres, P. Day conçoit des premiers jets en terre cuite et ainsi étudie la lumière pour donner, par des lignes fuyantes et insolites, une spécificité à la matière : l'absorption de la lumière. Il ajoute aussi un jeu de volumes et de perspectives qui dérange les échelles réelles et écrase ou grandit les personnages des scènes. Par ce travail et l’atmosphère théâtrale créée, l’œil et l'attention de l'observateur sont captivés.

## Principales œuvres

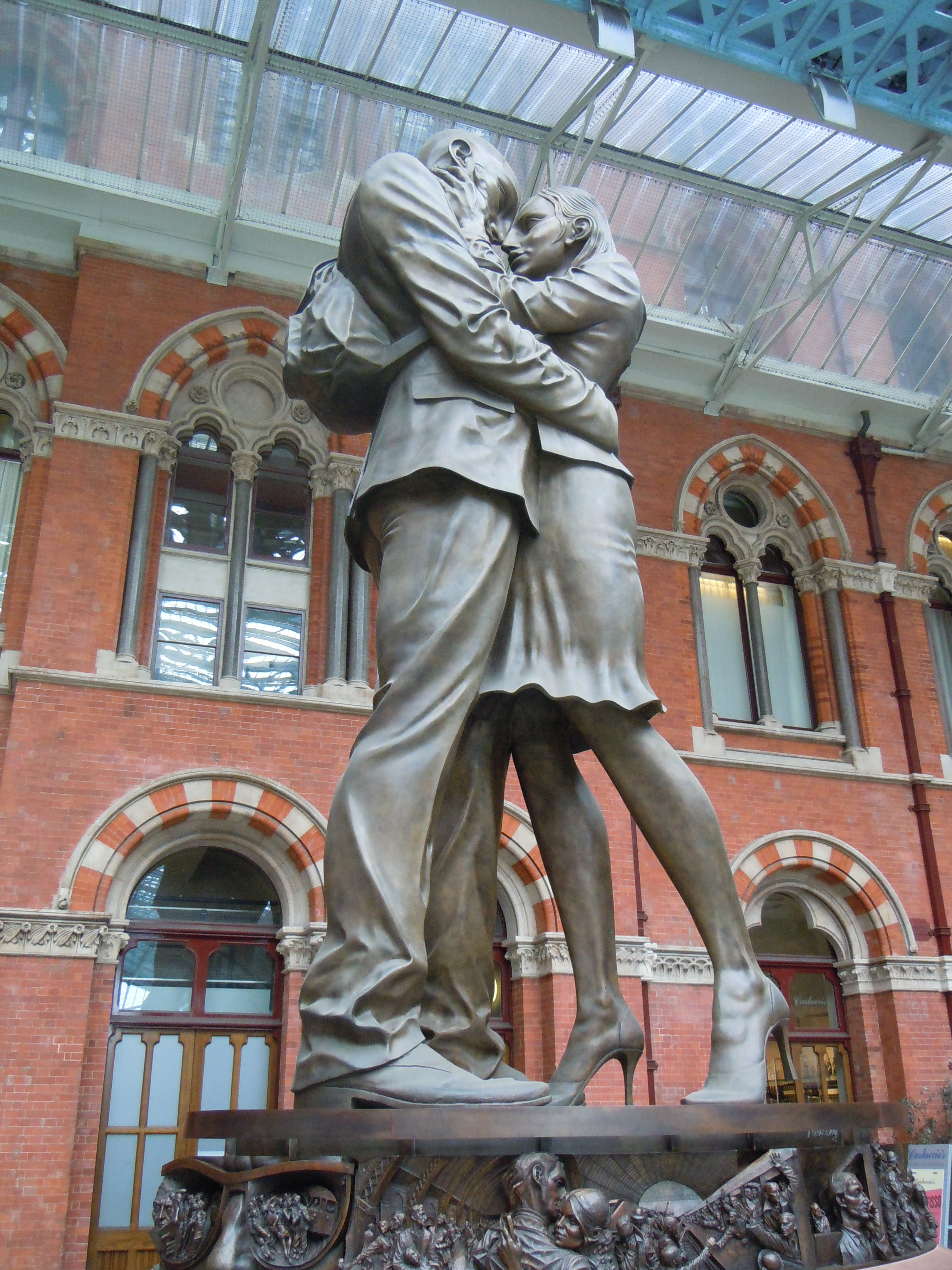
The Meeting Place

- Une Comédie Urbaine, terre cuite de 25 mètres de long exposée, Galeries Royales Saint-Hubert, Bruxelles.
- Le Mémorial de la bataille d'Angleterre[2], à Londres.
- The Meeting Place, bronze de 9 mètres de haut, Gare de Saint-Pancras, Londres (maquette en terre cuite conservée dans le musée des beaux-arts de Baune)
- The Queen Mother Memorial, bas-relief, Londres
- The Family, trois vaches, bronze, Nouvelle Zélande